# 榆枯萎病菌
榆枯萎病菌（學名：Ophiostoma ulmi）是子囊菌門長喙殼菌屬的一個種，為造成荷蘭榆樹病的病原真菌。本種最初屬粘束孢屬，原名Graphium ulmi，1934年被改歸入長喙殼菌屬中。
榆枯萎病菌是最初發現的荷蘭榆樹病病原，後來又發現同屬的新榆枯萎病菌與Ophiostoma himal-ulmi也會造成此感染，且前者毒力比本種更強。